# Klövbergets naturreservat, Stockholms län
Klövbergets naturreservat är ett naturreservat i Tyresö kommun i Stockholms län.
Området är naturskyddat sedan 2015 och är 61 hektar stort. Reservatet omfattar västsluttningar av Brevikshalvön ner mot Kalvfjärden. Reservatet består av hällmarkstallskog på bergets topp och ädellövskog vid branterna.